# Nagy István (labdarúgó, 1922)
Nagy István (Budapest, 1922. március 2. – 2000.) válogatott labdarúgó, középhátvéd, edző. A sportsajtóban Nagy II néven volt ismert.

## Pályafutása

### Klubcsapatban
A Csepel labdarúgója volt, ahol egy bajnoki címet szerzett a csapattal. Fáradhatatlan, megbízható, jól fejelő játékos volt, aki kitűnően rúgótechnikával rendelkezett.

### A válogatottban
1948-ban egy alkalommal szerepelt a válogatottban.

## Sikerei, díjai
- Magyar bajnokság
  - bajnok: 1947–48
  - 3.: 1945-tavasz, 1945–46
- Magyar Népköztársasági Sportérdemérem ezüst fokozat (1951)[2]
- A Magyar Népköztársaság kiváló sportolója (1951)[3]

## Statisztika

### Mérkőzése a válogatottban
| Magyarország | Magyarország    | Magyarország                | Magyarország | Magyarország | Magyarország  | Magyarország | Magyarország | Magyarország |
| #            | Dátum           | Helyszín                    | Hazai        | Eredmény     | Vendég        | Kiírás       | Gólok        | Esemény      |
| ------------ | --------------- | --------------------------- | ------------ | ------------ | ------------- | ------------ | ------------ | ------------ |
| 1.           | 1948. május 23. | Budapest, Üllői úti stadion | Magyarország | 2 – 1        | Csehszlovákia | Európa-kupa  | -            |              |
|              | Összesen        |                             |              | 1            | mérkőzés      |              | 0            | gól          |